# Rogljica
Rôgljica je 2547 m visoka gora v Julijskih Alpah, ki se nahaja v neposredni bližini Dolkove špice in Rakove špice. Nanjo vodi le ena pot, in sicer po zahodni strani, z začetno točko pri Aljaževem domu v Vratih. Ta pot se sicer šteje za zelo zahtevno brezpotje in traja okoli 5 ur. 